# Alte Kameraden
Alte Kameraden (Oude kameraden) is een bekende Duitse militaire mars die  gecomponeerd werd door de componist en toenmalig soldaat Carl Teike omstreeks het jaar 1889. De mars is opgenomen in de 'Armeemarschsammlung' als Heeresmarch II, 150. In België behoort deze mars van oudsher tot het standaardrepertoire van zowat alle fanfares (zonder enige ongunstige connotatie).

## Geschiedenis
Toen Teike het muziekstuk presenteerde aan kapelmeester Oelte van zijn regiment in Ulm, zou deze naar verluidt hebben gezegd: "We hebben al genoeg muzikale marsen in het repertoire; gooi deze maar in de kachel!" Dat deed Teike niet; in plaats daarvan nam hij ontslag uit het muziekkorps en het leger. Hij ging werken als politiefunctionaris maar bleef marsen schrijven; in totaal ongeveer 100 stuks alsmede vele andere muziekstukken.

## Thematiek
Het lied beschrijft de kameraadschap van manschappen van een legerregiment die gemeenschappelijk strijd leverden op lyrische wijze. Deze kameraadschap wordt nadien gevierd in een plaatselijk horeca-etablissement en besloten met de oproep om gezamenlijk het glas te heffen.

## Tweede wereldoorlog
Vanwege de Tweede Wereldoorlog heeft 'Alte Kameraden' een ongunstige connotatie gekregen. De muziek werd in onder andere kamp Neuengamme gespeeld door een orkest van gevangenen. Dit orkest speelde muziek bij lijfstraffen en executies. De marsmuziek Alte kameraden werd gespeeld wanneer de lijken naar crematoria werden gedragen.
In juli 2018 kondigde André Rieu aan dat hij deze muziek zou spelen op het Vrijthof. Dit leidde tot ophef in de media en bij belangengroepen van de oorlogsslachtoffers. Rieu vertelde niet op de hoogte te zijn geweest van deze navrante geschiedenis.